# Сент-Джон, Генри, 5-й виконт Болингброк
Генри Майлдмей Сент-Джон, 5-й виконт Болингброк, 6-й виконт Сент-Джон (англ. Henry St John, 5th Viscount Bolingbroke; 30 марта 1820 — 7 ноября 1899) — британский пэр.

## Биография
Родился в марте 1820 года. Он был крещен 30 марта 1820 года в Файфилде, Хэмпшир, Англия. Старший сын Генри Сент-Джона, 4-го виконта Болингброка и 5-го виконта Сент-Джона (1786—1851), и Мэри Сент-Джон-Майлдмей (1790—1836), дочери сэра Генри Полета Сент-Джона-Майлдмея, 3-го баронета, и Джейн Майлдмей.
1 октября 1851 года после смерти своего отца Генри Сент-Джон унаследовал титулы 5-го виконта Болингброка в графстве Линкольншир, 6-го виконта Сент-Джона из Баттерси в графстве Суррей и 5-го барона Сент-Джона из Лидьяр-Трегоза в графстве Уилтшир. Он занял свое место в Палате лордов в 1852 году.

## Первый «брак»

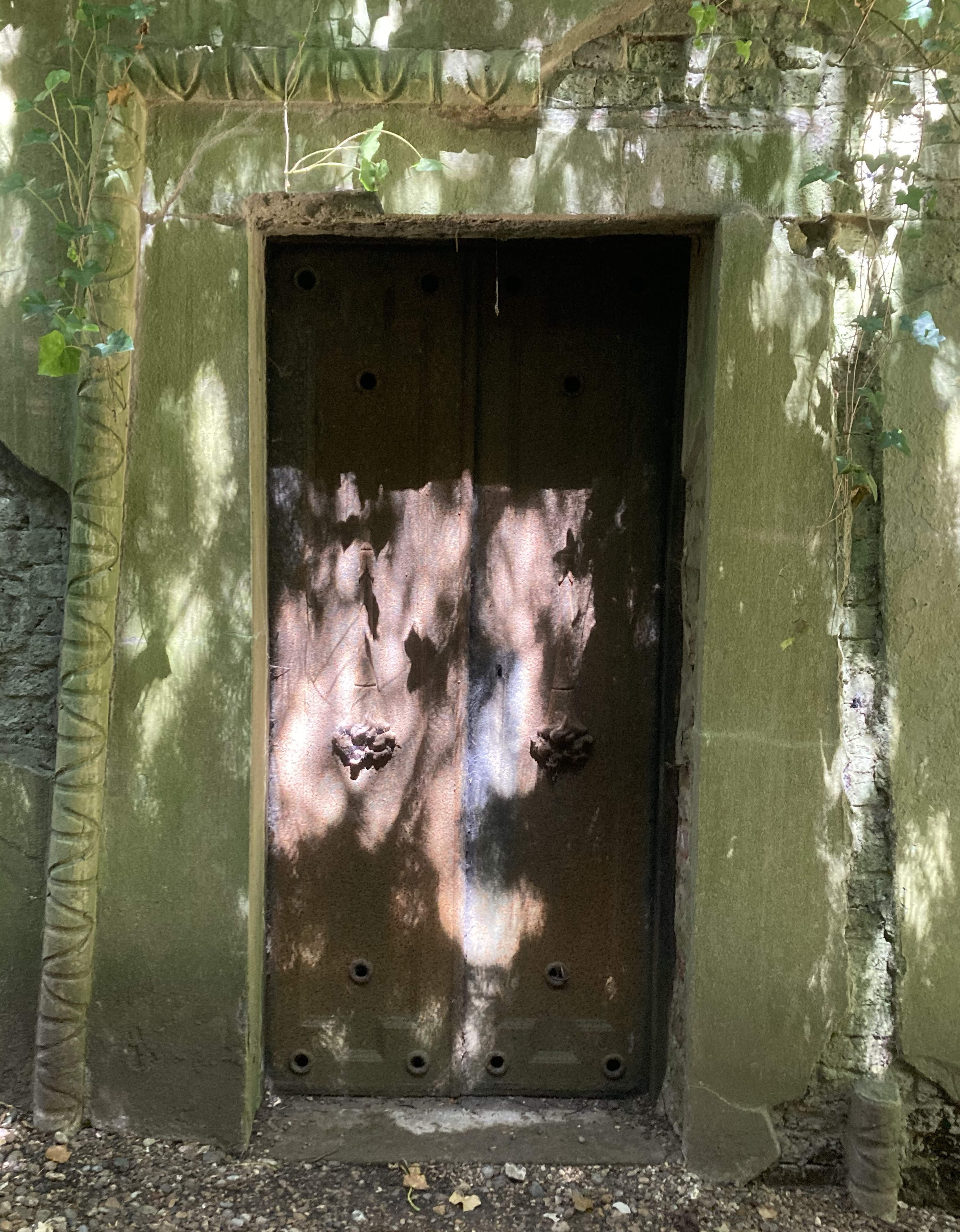
Склеп Эллен, «Виконтессы Болингброк» на Египетской аллее Хайгейтского кладбища

Унаследовав титул, Генри не вернулся в семейное поместье в Лидьярд-парке, Уилтшир, а предпочел остаться в Лондоне. В 1852 году он встретил полуеврейку Эллен Медекс (ок. 1836 — 7 мая 1885), дочь Чарльза и Мириам Медекс. Хотя пара так и не поженилась, они выдавали себя за мистера и миссис Морган и более тридцати лет жили по разным адресам в Лондоне и Брайтоне. За эти годы Эллен родила четверых детей, выжил только один из которых, Эллен Роуз (род. 1863).
Эллен умерла в 1885 году и была похоронена в склепе на Египетской авеню на Хайгейтском кладбище, на севере Лондона. Несмотря на отсутствие каких-либо доказательств брака, она была похоронена как «Эллен, виконтесса Болингброк».

## Второй «брак»
После этого Генрих вернулся в Лидьярд-Парк и, познакомившись с Мэри Элизабет Эмили Ховард (? — 22 февраля 1940), дочерью Роберта Ховарда, молодой служанкой, сделал ее своей экономкой.
У пары была официальная договоренность во время пребывания в Лидьярд-парке, но во время отлучек Генри они встречались в Бате и жили там как пара, известные как мистер и миссис Уилсон. В 1882 и 1885 годах Мэри родила двух мальчиков, которых держали в Бате под присмотром медсестры/гувернантки. В 1893 году, когда Мэри забеременела в третий раз, она убедила Генри жениться на ней, что он и сделал в Бате в 1893 году. Ребенок родился мертвым, но три года спустя она родила мальчика, которого окрестили Верноном Генри Сент-Джоном, единственным законным наследником титула.
- Генри Майлдмей Сент-Джон (род. 5 декабря 1882), в 1932 году он женился на Джоан Добени
- Чарльз Реджинальд Сент-Джон (род. 14 ноября 1885), в 1923 году он женился на Айви Горст
- Вернон Генри Сент-Джон, 6-й виконт Болингброк (15 марта 1896 — 1 мая 1974), младший сын и преемник отца.

## Вражда с пэрскими изданиями
Затем Генри Сент-Джон ввязался в длительную вражду с пэрскими изданиями, включая Debrett’s, Dods и Burkes Peerage. Чтобы «узаконить» своих детей, чтобы старший сын мог унаследовать титул, он попытался выдать их за потомков своего несуществующего брака с Эллен Медекс. Хотя книги пэров ранее признавали, что он был женат, они начали разоблачать ложь и удалили все упоминания о его браке и любых явных наследниках, вместо этого назначив одного из кузенов Генри, каноника Мориса Сент-Джона, предполагаемым наследником титула.

## Смерть и скандал
Генри Сент-Джон умер в ноябре 1899 года в Лидьярд-Трегозе, графство Уилтшир. После похорон выяснилось, что у него есть жена и наследник, и это был скандал, о котором писали все британские газеты . Мэри продолжала жить в Лидьярд-парке и умерла в феврале 1940 года.